# La Vall de Bianya
La Vall de Bianya – gmina w Hiszpanii, w prowincji Girona, w Katalonii, o powierzchni 93,85 km². W 2011 roku gmina liczyła 1335 mieszkańców.